# Bernhard von Dettenhusen
Bernhard von Dettenhusen, auch Bernde (* vor 1330; † nach 1378) war ein Bremer Ratsherr und Bürgermeister des 14. Jahrhunderts. 1358 bereitete er bei Verhandlungen in Lübeck den Wiedereintritt Bremens in die Hanse vor.

## Leben

### Herkunft
Bernhard entstammte einer Familie, die in Bremen bereits Anfang des 14. Jahrhunderts eine herausragende Rolle spielte. Schon sein gleichnamiger Großvater war 1306 Consul, also Ratsherr in der Stadt. Sein ebenfalls Bernhard genannter Vater war 1316 Senator.

### Vereinzelte Nennungen in den Quellen
Bernhard Dettenhusen war 1330 Senator und 1378 Consul.
Am 4. Januar 1346 findet sich Dettenhusen in einer Urkunde unter den 24 Ratsherren (consules), die Aussagen fünf geschworener Bürger (unter ihnen ein Sanderus de Dettenhusen) beglaubigten.
Am 23. Februar 1351 war Bernardus de Dettenhusen unter den Zeugen einer Erneuerung eines Privilegs für das Kloster Lilienthal aus dem Jahr 1259, das dieses von Wachdiensten und anderen Aufgaben befreite.
In einer Urkunde des Bremer Rates vom 7. September 1354, in der es um eine Erbsache ging, wurde Dettenhusen als einer der „consules in Brema“ aufgeführt.

### Gesandtschaft nach Lübeck (1358), Verhandlungen (1359)
Im Juni 1358 ging Dettenhusen zusammen mit Heinrich Doneldey, der ebenfalls Mitglieder der Wittheit war und nicht im Rat saß, als Gesandter nach Lübeck, um mit den Vertretern der Hanse zu verhandeln. Das 1350 von der Pest schwer getroffene Bremen, das zudem wegen der Hoyaer Fehde von 1351 bis 1359 mit schweren Niederlagen und Kosten zu kämpfen hatte, litt darunter, dass die Hanse Flandern boykottierte bzw. dessen Waren. Bremen wurde aus der Hanse ausgeschlossen, oder der Städtebund drohte zumindest damit, weil ein Bremer Händler namens Tidemann Nanning den hansischen Boykott unterlaufen hatte. Zudem hatte der Bremer Johann Hollemann auf der Elbe Seeraub betrieben und damit die Hamburger gegen Bremen aufgebracht. Daher musste die Stadt in Lübeck um Wiederaufnahme bitten. Auf dem Weg nach Lübeck und in Hamburg mussten sich die Unterhändler schwere Vorwürfe anhören. Um wieder aufgenommen zu werden, musste Bremen den Flandern-Boykott unterstützen und Hamburg bei der Bekämpfung der Seeräuber auf der Elbe beistehen. Die beiden Unterhändler unterzeichneten einen Vertrag, der vom Rat in Bremen ratifiziert wurde. Dieser Rat bezeichnete die Unterhändler als „nostri consulatus socios, ad hoc per nos specialiter missos“ und zugleich als „ehrenhaft“ und „diskret“. Dettenhusen erscheint im Hanserezess von 1358 als Bernde van Dettenhusen.
Bremen musste sich damit einverstanden erklären, ein Schiff mit 50 Bewaffneten zu stellen, um den Sund zu sichern, falls Lübeck, Wismar, Rostock und Stralsund dies wünschten. Zur Sicherung der Elbe musste es 100 Bewaffnete stellen. Ausdrücklich wurde die Stadt verpflichtet, Boykotte der Hanse nicht zu unterlaufen und alles zu tun, dass dies auch keiner der Bremer Kaufleute tat. Ihre außerhalb der Hanse erworbenen Vorrechte in England, Norwegen und Flandern durfte die Stadt nur noch in Anspruch nehmen, wenn den Hansestädten dadurch kein Nachteil entstand.
1358 bildeten zehn Männer das sogenannte Drittel. Den eigentlichen, amtierenden Rat der Stadt bildeten die auf diese Art von den Dritteln gestellten Männer. Nach dem 6. Januar 1359 (post festum epyphanie domini) musste der Rat, nachdem ein erheblicher Teil dieser gewählten Ratsherren in die Gefangenschaft des Grafen von Hoya geraten war, beschließen, dass Männer der Wittheit zahlreiche Mitglieder im Rat ersetzten. Wegen dieses Vorgangs (causa) wurden die Einrückenden als „pro nunc ex causa consules in Brema“ bezeichnet. Unter diesen 17 Männern war neben Dettenhusen auch Albert Doneldey. 1366 waren die zehn gefangenen Ratsherren zurückgekehrt. Allerdings waren zu dieser Zeit noch 7 Ratsherren in Gefangenschaft, Heinrich Doneldey war rechtmäßig verhindert, vielleicht in Verhandlungen unterwegs. Unter den 17 Männern des Jahres 1359 waren nur vier aus dieser Gruppe, 3 aus dem Drittel von 1357.

### Bürgermeister
In späteren Urkunden des Rates erscheint Dettenhusen meist als erster Zeuge, spätestens 1376 wurde er als borghermester bezeichnet. Er war bereits 1375 Bürgermeister des sitzenden Rates. 1378 erscheint er als Proconsul. Zuletzt bezeugte er eine Urkunde am 28. Juni 1378.
Sein Sohn Gerd von Dettenhusen war von 1414 bis 1420 Bürgermeister.